# 黃海獅子魚
黃海獅子鱼，为輻鰭魚綱鮋形目杜父魚亞目狮子鱼科的其中一種。分布於西北太平洋區的朝鮮海域，屬底棲性魚類，棲息在水深9至15公尺的水域，生活習性不明。